# Lucius Cornificius (konsul 35 f.Kr.)
Lucius Cornificius var en romersk politiker och militär från den plebejiska gens Cornificia. Han var konsul för år 35 f.Kr.
Cornificius var Marcus Junius Brutus' åklagare i rättegången mot Caesars mördare. Han ledde sedan Octavianus flotta i kriget mot Sextus Pompejus och utmärkte sig år 38 f.Kr. med att ramma en av Pompejus amiralers flaggskepp i stridigheter utanför Sicilien. År 36 f.Kr. förde han befäl över landstyrkor, som han lyckades föra ut ur en farlig situation och förena med Marcus Vipsanius Agrippa vid Mylae. Cornificus var konsul året därpå tillsammans med Sextus Pompejus (inte Octavianus motståndare).
Enligt Cassius Dio brukade han rida på en elefant när han blev bjuden på middag i Rom. Som en del av Augustus byggnadsprojekt i Rom lät han bygga Dianas tempel.